# Axford (Hampshire)
Axford – wieś w Anglii, w hrabstwie Hampshire, w dystrykcie Basingstoke and Deane. Leży 23 km na północny wschód od miasta Winchester i 79 km na południowy zachód od Londynu.